# Puente Jamuna
El puente Jamuna o el puente multipropósito Jamuna (en bengalí: যমুনা বহুমুখী সেত) es un puente de Bangladés abierto en junio de 1998. Conecta Bhuapur, en la orilla este del río Jamuna, con Sirajganj en su margen oeste. Fue el 11º puente más largo en el mundo cuando se construyó en el año 1998 y en la actualidad el sexto puente más largo en el sur de Asia. Fue construido sobre el río Jamuna, uno de los tres principales ríos de Bangladés, y el quinto más grande del mundo en términos de descarga volumétrica.